# 고서초등학교 주산분교
고서초등학교 주산분교는 대한민국 전라남도 담양군 고서면 월양길 159 (주산리)에 있었던 공립 초등학교이다.

## 연혁
- 1968년 10월 4일 고서국민학교 유평분교 인가
- 1969년 9월 3일 일신국민학교 승격
- 1984년 3월 10일 병설유치원 개원
- 1993년 9월 1일 고서국민학교 주산분교장
- 1996년 3월 1일 고서초등학교 주산분교
- 1999년 9월 1일 폐교